# 쓰루가군

후쿠이현 쓰루가군의 위치 (빨강:메이지 시기)

쓰루가군(敦賀郡은 일본 후쿠이현(에치젠국)에 있던 군이다.

## 군역
1878년 행정 구역으로 발족 당시의 군역은 현재의 쓰루가시에 해당한다.

## 역사
- 1879년 5월 16일 - 군구정촌 편제법이 시가현에서 시행되면서, 행정 구역으로서의 쓰루가군이 발족.
- 1881년 2월 7일 - 후쿠이현 관할이 됨.

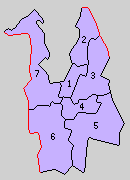
1.쓰루가정 2.히가시우라촌 3.도고촌 4.나카고촌 5.아라치촌 6.아와노촌 7.마쓰바라촌 (보라:쓰루가시)

- 1889년 4월 1일 - 정촌제 시행으로, 아래의 정촌이 발족. 전역이 현 쓰루가시.(1정 6촌)
  - 쓰루가정(敦賀町)
  - 히가시우라촌(東浦村)
  - 도고촌(東郷村)
  - 나카고촌(中郷村)
  - 아라치촌(愛発村)
  - 아와노촌(粟野村)
  - 마쓰바라촌(松原村)
- 1937년 4월 1일 - 쓰루가정·마쓰바라촌이 합병하여, 쓰루가시(敦賀市)가 발족, 군에서 이탈.(5촌)
- 1955년 1월 15일 - 아라치촌·아와노촌·도고촌·나카고촌·히가시우라촌이 쓰루가시에 편입. 이날 쓰루가군이 소멸됨. 후쿠이현 내에서는 첫 군 소멸이다.

## 참고 문헌
- 《가도카와 일본 지명 대사전》 편집위원회, 편집. (1989년 11월 1일). 《가도카와 일본 지명 대사전》. 18 후쿠이현. 가도카와 쇼텐. ISBN 4040011805.